# Weldon Spring Heights
Weldon Spring Heights est un village situé au sud de la partie centrale du comté de Saint Charles, dans le Missouri, aux États-Unis,.

## Démographie
Lors du recensement de 2010, le village comptait une population de 91 habitants. Elle est estimée, en 2016, à 92 habitants.

### Source de la traduction
- (en) Cet article est partiellement ou en totalité issu de l’article de Wikipédia en anglais intitulé « Weldon Spring Heights, Missouri » (voir la liste des auteurs).